# شب‌های روشن (فیلم ۱۳۸۱)
شب‌های روشن فیلمی است به کارگردانیِ فرزاد مؤتمن که فیلمنامهٔ آن را سعید عقیقی نوشته‌است. فیلم‌نامهٔ این اثر برداشتی آزاد از داستانِ «شب‌های روشن» اثرِ داستایوفسکی است. همچنین این فیلم بازسازی فیلم ایتالیایی شب‌های روشن می‌باشد.
مهدی احمدی و هانیه توسلی در این فیلم به‌ایفای نقش پرداخته‌اند.

## خلاصه داستان
شب‌های روشن داستانِ زندگیِ دو انسانِ تنهاست. مرد، استادِ دانشگاه، سرخوردهٔ اجتماعی و مأیوسِ فلسفی‌ست و انزوای خود را با تدریسِ ادبیات، مطالعهٔ کتاب و پرسه‌زدن در خیابان‌ها می‌گذراند. شبی متوجهِ دختری ساک‌به‌دست می‌شود و به او کمک می‌کند تا از شرّ مزاحمتِ یک رانندهٔ ماشین رهایی یابد. از این‌جا بینِ او و رؤیا دوستی شکل می‌گیرد. رؤیا بنا بر قولی که به عاشقِ خود، امیر، داده‌است، یک‌سال پس از آخرین ملاقات به وعده‌گاه آمده و می‌خواهد چهار شب در محل و ساعتِ معیّن در انتظارِ امیر بماند. استاد به رؤیا پناه می‌دهد و به او کمک می‌کند تا امیر را پیدا کند. طیّ این چهار روز بین رؤیا و استاد به‌تدریج دل‌بستگی به‌وجود می‌آید. استاد مصمّم می‌شود که با رؤیا ازدواج کند، امّا در چهارمین شب امیر به محلّ ملاقات می‌آید و رؤیا با او میرود 

## بازیگران
- مهدی احمدی
- هانیه توسلی
- محسن شاه‌ابراهیمی
- هیلدا هاشم‌پور
- معصومه اسکندری
- حسین فلاح
- پیمان میرعلی‌اکبری

## استقبال
در ابتدا واکنشِ منتقدین نسبت‌به فیلم چندان مثبت ارزیابی نشد. ماهنامه سینمایی فیلم، شب‌های روشن را زجرآور، کسالت‌بار و مزخرف خواند. اما پس از اکرانِ عمومی و استقبالِ تماشاگران، فیلم در مطبوعات و بینِ منتقدان تبدیل به یک «کالت» شد. و بنا به‌گفتهٔ برخی از منتقدانِ سینما، هنوز یکی از بهترین آثارِ فرزاد مؤتمن شناخته می‌شود.

نشریهٔ فیلم و سینما دربارهٔ فیلم چنین نوشت:
در آغاز فیلم، استادِ ادبیات (مهدی احمدی)، غزلِ عاشقانهٔ معروفی را با لحنی بسیارسرد می‌خوانَد. یعنی دقیقاً کاری که مؤتمن در کلّ فیلم آن را به انجام رسانده، این‌که داستانِ عاشقانهٔ معروف داستایوفسکی را با لحنی سرد روایت کرده‌است. ریتمِ آرام شب‌های روشن و بازی‌های سرد و بی‌احساس، باتوجه به این‌که با فیلمی عاشقانه سروکار داریم، خبر از جسارتِ بالای سازنده‌اش می‌دهد. بااین‌همه شب‌های روشن بیش‌تر از هر فیلمِ دیگری در این سال‌ها، مشحون از حس‌ّوحالی عاشقانه است. شب‌های روشن یک عاشقانهٔ آرام و موقّر است. کسانی که فیلم را تفرعن‌آمیز و پُراداواصول دیده‌اند، از درکِ منطقِ درونیِ فیلم عاجز مانده‌اند، فیلمی که بر خلافِ ساختهٔ قبلیِ سازنده‌اش، بیش‌ترین انرژی را نه از فیلم‌نامه، که از اجرای فوق‌العاده‌اش گرفته‌است. توجه داشته باشیم که شب‌های روشن با یک کارگردانیِ متوسط (و نه حتی ضعیف) مبدّل به یک نمایش‌نامهٔ کسالت‌بارِ رادیویی می‌شد.